# Food for Life

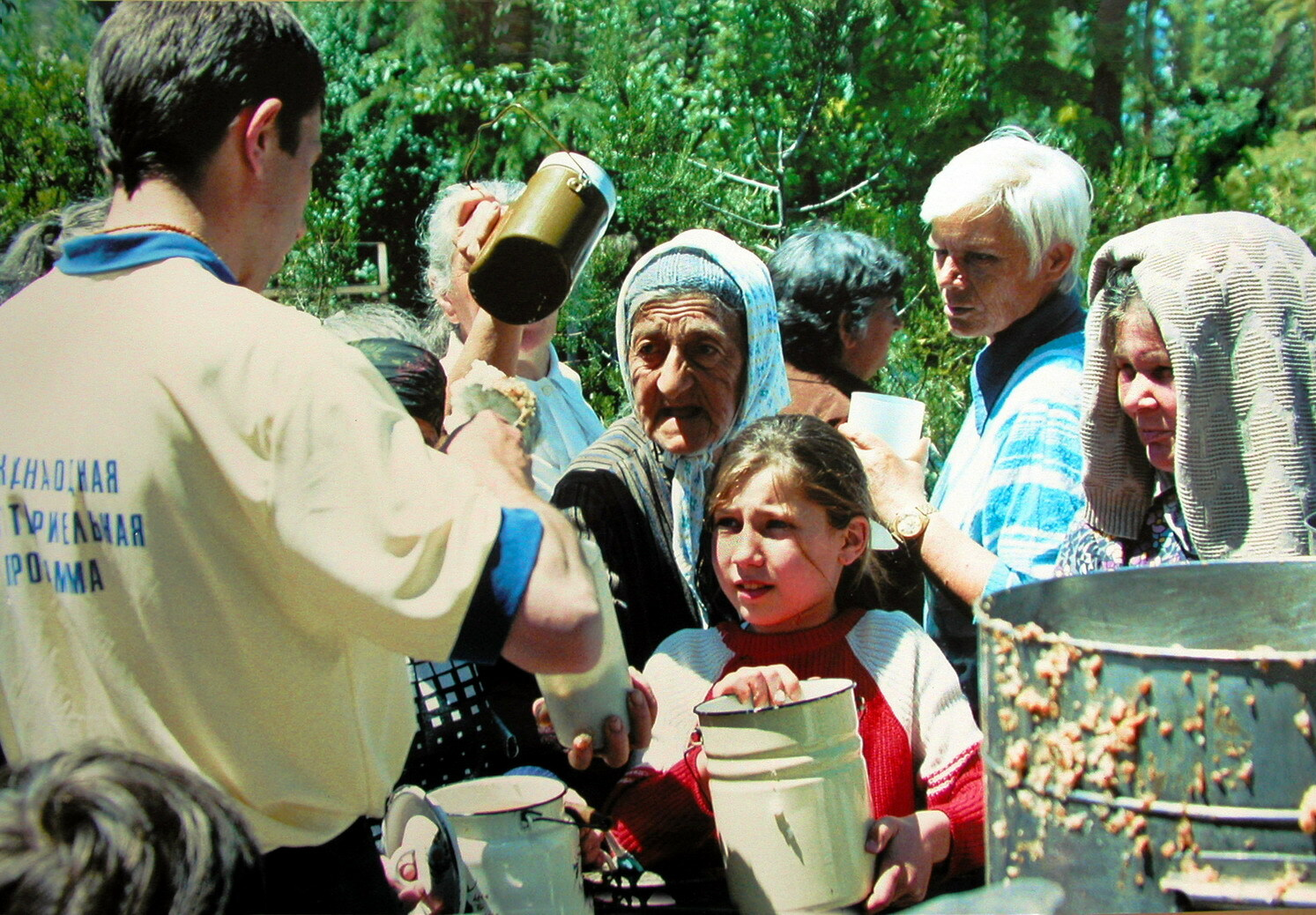
Membre de Food for Life Rússia repartint menjar

Food for Life (en català, Aliments per a la Vida) és una organització que depèn de la secta Hare Krishna. Es considera la major associació vegetariana sense ànim de lucre de distribució de menjar del món, amb projectes a més de 60 països, segons les seves pròpies fonts.
Els seus voluntaris serveixen més d'un milió de menjars gratuïts al dia en varietat de maneres, incloent: furgonetes amb menjar servint als sense llar a les principals ciutats del món, el menjar de l'hora del dinar per a nens pobres a l'Índia; i també en resposta a grans desastres naturals, com el Terratrèmol de l'Oceà Índic de 2004.
Amb arrels a l'Índia, el projecte Food for Life és un revival modern de l'antiga cultura de l'hospitalitat vèdica, amb la seva creença en la igualtat de tots els éssers. Es va concebre i va començar per l'Associació Internacional per a la Consciència de Krishna el 1974 i per això, és comunament conegut com a Hare Krishna Food for Life. Ha estat encomiada pel New York Times i el Comitè Internacional de Rescat (entre altres) pels seus esforços de socors en tot el món.

## Història
Food for Life com projecte va ser inicialment inspirat pel fundador d'ISKCON (Hare Krishnas), l'ancià suami indi a. C. Bhaktivedanta Swami Prabhupada. El 1974 quan va veure un grup de nens d'un poble lluitant amb els gossos per les restes de menjar, va sentir un gran malestar i va dir els seus deixebles: "Ningú dins de l'espai a deu milles d'un temple ha de passar gana... vull que tot seguit comenceu a servir aliments". En resposta a la seva petició, membres d'ISKCON de tot el món es van inspirar en expandir l'esforç original en una xarxa mundial de cuines, cafeteries, furgonetes i serveis mòbils, tots proveint menjar gratuït, i establint rutes de repartiment diàries a moltes grans ciutats del món.

## Socors en casos de desastre

### Setge de Sarajevo
En el setge de Sarajevo de la Guerra de Bòsnia, els voluntaris van visitar els orfenats, asils d'ancians, hospitals, instituts per a nens discapacitats, centres d'acolliment i soterrani en el dia a dia al llarg de tres anys de conflicte armat. Els hare krishna estimen que des de 1992 van distribuir unes 20 tones de menjar.

### Guerra de Txetxènia
Segons un article del New York Times de data 12 de desembre de 1995, a Txetxènia els Hare Krishna tenien "una reputació com la que la Mare Teresa tenia a Calcuta: no és difícil trobar persones que jurin que són sants".

### Tsunami de 2004
Food for Life va ser el primer organisme d'ajuda alimentària que va respondre al desastre originat pel Tsunami de l'oceà Índic del 2004.
En la mateixa tard la gran impacte del tsunami, monjos hare krishna del temple de Chennai (L'Índia), estaven preparant la seva festivitat setmanal vegetariana de diumenge, quan van escoltar de la catàstrofe. Immediatament van córrer a les zones més afectades a la costa sud-est de l'Índia i van començar a servir a milers de persones amb els seus vegetals amb curri preparats. Durant els següents sis mesos, Food for Life a Sri Lanka, Índia, Europa, EUA i Austràlia van proporcionar més de 350.000 menjars de nou cuinats, junt amb atenció mèdica, aigua, roba i refugi per als nens a l'orfenat ISKCON a Colombo, el Bhaktivedanta Children's Home.

### Huracà Katrina
Els harekrishnas nord-americans van respondre al desastre de l'huracà Katrina a finals d'agost de 2005 proveint menjar a les famílies reallotjades a Mississipi i Texas. Diàriament van servir fins a 800 menjars.

### Terratrèmol al Pakistan
Voluntaris de Jammu, Amritsar, Nova Delhi i Haridwar es van unir per prestar socors a les víctimes del terratrèmol de Caixmir de 2005 al Pakistan. Treball des d'un temple d'ISKCON a Udhampur, que era dins de la zona afectada pel terratrèmol, els voluntaris van carregar de camions amb aigua potable, arròs, pa, i mantes.